# 데칸테이션

흙탕물에서 물을 분리하는 모습

데칸테이션(decantation)은 현탁액 등 액체 및 고체 물질, 또는 혼화성이 있는 액체의 혼합물 분리 공정이다.

## 개요
소금과 모래가 섞여 있으면 체로 쳐서 나눌 수가 없다. 그러나 이것을 비커에 넣고 물을 부어 잘 저어 소금을 완전히 녹여서 가만히 놓아두면, 모래만 바닥에 가라앉는다. 이때 위쪽의 소금물을 다른 그릇에 따르고 모래에 물을 조금 부어서 잘 저은 다음, 따라내는 일을 몇 번 되풀이하면 모래와 소금물로 분리시킬 수 있다. 이와 같이 위쪽에 있는 액체를 따라내어 고체와 분리시키는 조작을 데칸테이션이라고 한다. 그릇을 기울여서 액체를 따라내는 대신에 사이펀을 사용하기도 한다. 따라낸 소금물을 끓여서 증발시키면 소금의 결정을 얻는다.

## 같이 보기
- 여과